# Momarken
El Momarken es una pista de carreras, al norte de Mysen, en el país europea de Noruega, en el municipio Eidsberg en Østfold. Aquí se puede encontrar las carreras de arnés y también el Momarkedet anual organizado por Mysen y la Cruz Roja Omegn.